# イ・ズィンブラ
「イ・ズィンブラ」（I Zimbra）は、トーキング・ヘッズが1979年に発表した楽曲。ダダイスムの詩人、フーゴ・バルの音響詩「Gadji Beri Bimba」の一部が繰り返し歌われる。

## 概要
1979年4月22日と5月6日、ニューヨークのレコード・プラント・スタジオのスタッフは、ロングアイランドシティにあるクリス・フランツとティナ・ウェイマスのアパートの前に録音機材を乗せたヴァンをとめた。トーキング・ヘッズはアパートのロフトで演奏を行い、プロデューサーのブライアン・イーノとエンジニアはロフトの窓からケーブルをつなげ、録音した。グループはアルバム『フィア・オブ・ミュージック』のベーシック・トラックをこの2日間ですべて録り終えた。その後、ニューヨークのザ・ヒット・ファクトリー、アトランティック・スタジオ、RPMサウンド・スタジオ、レコード・プラント・スタジオなどで追加のレコ―ディングを行った。
イーノはダダイスムの詩人、フーゴ・バルの音響詩「Gadji Beri Bimba」を採用するようデヴィッド・バーンにすすめた。そして「Gadji Beri Bimba」から下記の箇所が歌われることになった。タイトルは詩の一節から「イ・ズィンブラ」と付けられた。
Gadji beri bimba clandridi

Lauli lonni cadori gadjam

A bim beri glassala glandride

E glassala tuffm I zimbra
サウンドは当時バーンが傾倒していたアフリカのポピュラー音楽からの引用が顕著で、イーノは電子音楽とバッキング・ボーカルで参加。エンジニアのジュリー・ラストもバッキング・ボーカルで参加している。また、ロバート・フリップがギターで参加している。
1979年8月3日、3枚目のスタジオ・アルバム『フィア・オブ・ミュージック』が発売。本作品はアルバムA面の1曲目に収録された。1980年2月にイギリスでシングルカットされた。
1982年3月発売のライブ・アルバム『實況録音盤』にライブ・バージョンが収録されている。
1983年12月13日から16日にかけてロサンゼルスのパンテージズ劇場で行われたコンサートの模様が映画用に撮影された。本作品は、バーンの1981年のアルバム『The Catherine Wheel』に収録されている「Big Business」とのメドレーで演奏された。
コンサート映画『Stop Making Sense』は1984年4月24日にサンフランシスコ国際映画祭で上映され、同年10月に全国公開されたが、「Big Business」と「I Zimbra」のメドレーは映画には収められなかった。映画のタイトルは「ガールフレンド・イズ・ベター」の歌詞「僕らは年をとるにつれ、意味づけするのをやめる／君は待ちわびている彼女を探し当てることはできない／意味づけをやめよ（As we get older and stop making sense / You won't find her waiting long / Stop making sense）」からとられたが、『ローリング・ストーン』のコリー・グロウはバーンへのインタビューで、「フーゴ・バルのナンセンス詩からの借用が見つかる」本作品とも関連があるとの見立てを述べている。
1999年に発売された『Stop Making Sense』のDVDに「Big Business」と「I Zimbra」のメドレーは特典映像として収録された。
2021年公開の映画『スパイダーマン:ノー・ウェイ・ホーム』の冒頭で使用された。